# Hermann Ritter (Senator)
Hermann Theodor Ritter (* 18. Juli 1878 in Bremen; † 18. November 1949 in Bremen) war ein deutscher Tabakkaufmann und Bremer Senator.

## Biografie
Ritter war der Sohn des Tabakfabrikanten Franz Ritter (1836–1907). Er hatte die Söhne Wolfgang (1905–1993) und Helmut Ritter (1907–1968). Er absolvierte von 1894 bis 1897 eine kaufmännische Lehre bei der Firma Louis C. Kalkmann, einem Überseeunternehmen auch im Tabakhandel. Nach der Wehrdienstzeit arbeitete er für die Rohtabakhandlung Keßler & Castendyk.
1928 baute er sich das Haus Ritter in Bremen - Schwachhausen, Kurfürstenallee 23.

### Unternehmer
Ritter erwarb vor 1900 Anteile der Tabakfabrik Martin Brinkmann in Bremen, die er mit 22 Jahren dann 1900 von der Witwe von Wenzel Brinkmann ganz erwarb. 1900 waren 16 Mitarbeiter bei Brinkmann beschäftigt. Das Unternehmen machte eine rasante Entwicklung durch. 1910 wurde der Standort in Burglesum aufgegeben und die Produktion zog nach Woltmershausen um. Ritter kaufte Unternehmen in Treffurt bei Eisenach und in Heidelberg dazu. Zum Jahresbeginn 1929 wandelte er das Unternehmen in die Aktiengesellschaft Martin Brinkmann AG um. Seine Söhne waren nun in leitender Position im Unternehmen tätig, Wolfgang Ritter als Mitglied des Vorstands, Helmut Ritter als Prokurist. Hermann Ritter und seine Frau Wanda saßen im Aufsichtsrat. Zu jener Zeit war das Unternehmen Europas größte Tabakfabrik mit rund 2500 Mitarbeitern, 1933 zählte man 4000 Mitarbeiter. Nach dem Zweiten Weltkrieg durfte Hermann Ritter als Belasteter sein Unternehmen nicht selbst leiten; er beteiligte sich aber am erfolgreichen Wiederaufbau.

### Politik
Ritter war zwischen 1915 und 1922 mehrfach Vizepräsident und Präsident der Gewerbekammer Bremen. Anfang der 1920er Jahre trat er der rechts-konservativen Deutschnationale Volkspartei (DNVP) bei. Nach der Machtübernahme durch die Nationalsozialisten wurde er für kurze Zeit vom 18. März bis zum 30. September 1933 Senator unter dem Regierenden Bürgermeister Richard Markert (NSDAP). Danach war er auch als Bremer Staatsrat bis zum Ende des Zweiten Weltkrieges für Wirtschaftsfragen tätig. In Berlin leitete er die Fachgruppe Tabakindustrie. Zum 1. Mai 1937 trat Ritter der NSDAP bei (Mitgliedsnummer 5.852.733) und war zugleich Förderndes Mitglied der SS.

### Ehrungen
- Die Hermann-Ritter-Straße in Woltmershausen wurde 1963 nach ihm benannt.
- Der Seenotkreuzer der Deutschen Gesellschaft zur Rettung Schiffbrüchiger Hermann Ritter war nach ihm benannt.